# (6164) Герхардмюллер
(6164) Герхардмюллер (лат. Gerhardmüller) — типичный астероид главного пояса, открыт 9 сентября 1977 года советским астрономом Николаем Черных в Крымской астрофизической обсерватории и 2 апреля 1999 года назван в честь русско-немецкого историографа, естествоиспытателя и путешественника Герхарда Миллера.

## Обнаружение и именование
(6164) Герхардмюллер
Открыт 9 сентября 1977 года в Крымской астрофизической обсерватории Н. С. Черных.
Назван в память академика Герхарда Фридриха Мюллера (Миллера, согласно традиционному написанию в русском языке; 1705—1783) — первого ректора Санкт-Петербургского университета и редактора первого российского академического журнала. Он считается отцом Санкт-Петербургской исторической школы, и его труды легли в основу исследований по истории, этнографии, археологии и географии России и Сибири.
Оригинальный текст (англ.)6164 Gerhardmüller
Discovered 1977 Sept. 9 by N. S. Chernykh at the Crimean Astrophysical Observatory.
Named in memory of academician Gerhard Friedrich Müller (Miller, according to traditional spelling in Russian; 1705—1783), first rector of St. Petersburg University and editor of the first Russian academic journal. He is considered the father of St. Petersburg's historical school, and his works were the foundation for research on the history, ethnography, archeology and geography of Russia and Siberia.
Источники: 19990402/MPCPages.arc; M.P.C. 34341.

## Орбита

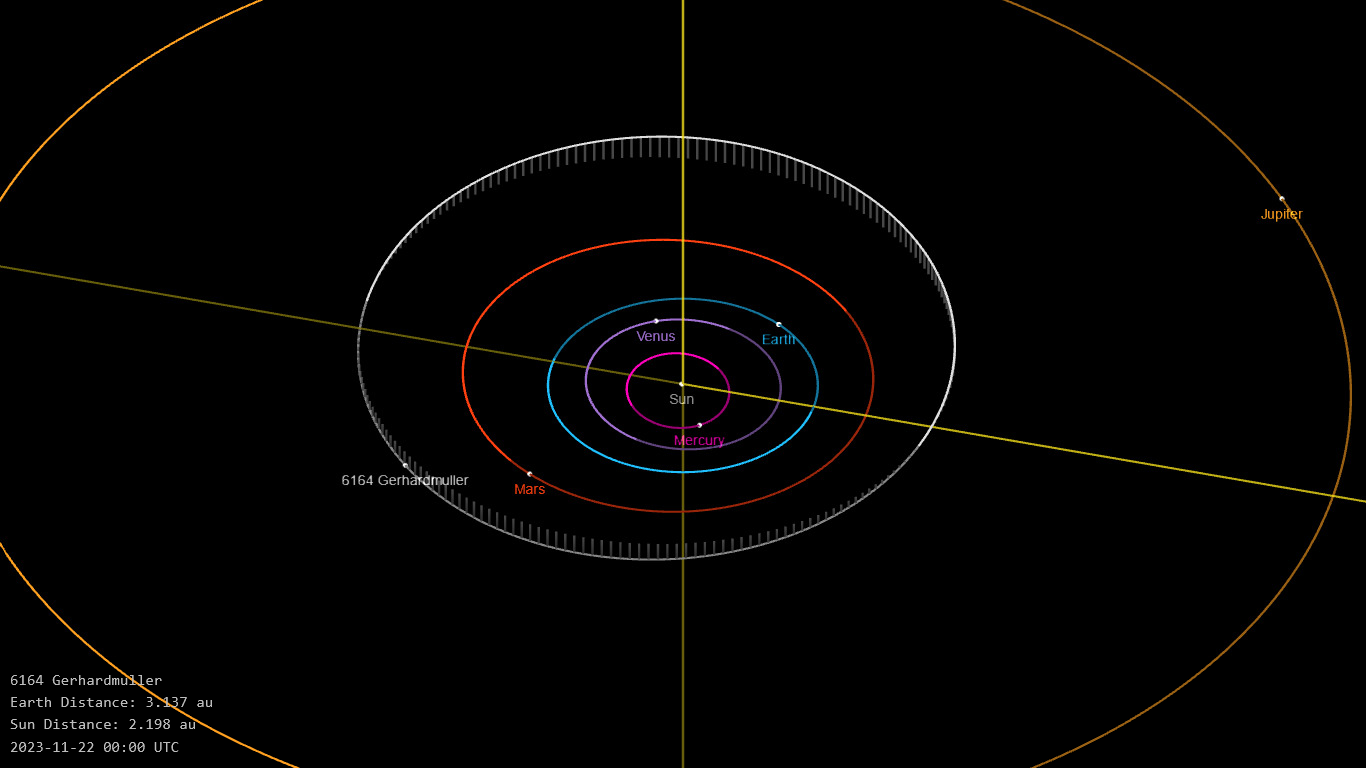
Орбита астероида Герхардмюллер и его положение в Солнечной системе

## Физические характеристики
Астероид относится к таксономическому классу S.
По результатам наблюдений в видимом и ближнем инфракрасном диапазоне космического телескопа NEOWISE диаметр астероида сначала оценивался равным 5,337±0,063 км, позже — 5,35±1,10 км и 4,912±0,096 км. Согласно тем же источникам альбедо оценивается как 0,1561±0,0196, 0,29±0,14 и 0,190±0,031.